# Joseph d'Astorg
Pour les articles homonymes, voir Astorg.
Joseph d'Astorg (né le 9 octobre 1892 à Paris 7e et mort le 7 avril 1944 à Bergen-Belsen) est un lieutenant-colonel français, membre de la résistance avec son épouse Marguerite d'Astorg et ses fils Bernard d'Astorg et Philippe d'Astorg.

## Biographie
Membre de la famille d'Astorg, Joseph d'Astorg est né le 9 octobre 1892 à Paris.
Admis à l'École spéciale militaire de Saint-Cyr en 1913, son rang lui donne accès l'École de cavalerie de Saumur, d'où il sort sous-lieutenant le 15 mars 1915, affecté au 10e régiment de chasseurs à cheval. Il est promu lieutenant le 6 juillet 1917. Les hostilités contre l'Allemagne terminées il est affecté au 27e régiment de dragons détaché comme instructeur au Centre d'instruction des autos-mitrailleuses et autos-canons (CIAM) à Versailles du 6 janvier au 31 mai 1919 puis il enchaîne avec un stage de quatre mois au Centre d'instruction des opérations extérieures, à l'issue duquel il passe au 13e régiment de dragons puis au 11e groupe d'autos-mitrailleuses et autos-canons où il sert de janvier à septembre 1920.
En 1936, il réside dans le Loiret. C'est à Orléans qu'il se fait remettre, par le général de division Henri Meullé-Desjardins, la croix de chevalier de la Légion d'honneur, devant le front des troupes, alors qu'il est capitaine du 1er groupe d'automitrailleuses en disponibilité. 
Au début de la bataille de France, il commande le 1er groupe d'escadrons du 1er régiment d'automitrailleuses. Il reçoit le commandement de son régiment le 10 juin.

### Résistance
Après la défaite de 1940, Joseph d'Astorg, élu maire de Sainte-Marie-de-Vatimesnil en 1935, est nommé maire de la commune voisine d'Étrépagny, et président départemental de la Légion des Combattants. De 1941 à 1943, il est membre du service de renseignement (SR) « Guerre » puis du réseau « Saturne » du SR « Kléber ». Il dirige un groupe qui collecte des renseignements, organise la planque et l'exfiltration d'aviateurs alliés et reçoit des parachutages. Son épouse, Marguerite née Gibert (1895-1977), comtesse d'Astorg et ses deux fils Bernard et Philippe en font partie et prennent le relais de leur mari et père après 1943.

### Déportation
Joseph d'Astorg est arrêté en novembre 1943, par la Gestapo locale et interné à Évreux, Rouen, Compiègne. Il est déporté à Buchenwald, puis Dora vers le 10 mars 1944, où il retrouve le 21 mars 1944 son fils Bernard. Le lendemain, il est transféré à Bergen-Belsen où il meurt le 7 avril 1944,.

## Distinctions
- Chevalier de la Légion d'honneur (1935)